# Alcedo nais
El martín pescador de Príncipe (Alcedo nais) es una especie de ave coraciforme de la familia Alcedinidae endémica de la isla de Príncipe. Su taxonomía es discutida, mientras que unos lo mantienen como subespecie de Alcedo leucogaster otros lo incluyen como subespecie de Alcedo cristata; otros lo incluyen en el género Corythornis.